# 回想 (スティーヴィー・ワンダーの曲)
「回想」(I Wish) は、スティーヴィー・ワンダーの楽曲。この曲は1976年にシングルとして発表され、アルバム『キー・オブ・ライフ』に収録された。スティーヴィー・ワンダー自身が作詞作曲・プロデュースをつとめ、詞の内容は彼が子供時代である1950年代から60年代前半を回想したものである。シングルは全米シングルチャートとソウル・シングルチャートで1位を記録した。

## 曲の構成
曲はフェンダー・ローズ・ピアノで組み立てた8つのベースラインで進行される。それは曲全体を通してオクターブが変わることはあるが繰り返される。キーは D♭メジャー / B♭マイナーであるが、ブリッジ部分はわずかに異なる。キーボード・パートは単純な二和音であり、コーラスからヴァースは五和音（E♭マイナー7 / A♭7）である。スティーヴィー・ワンダーはARP 2600（シンセサイザー）を使用してこの曲をつくった。コーラスからヴァースを通して様々なマイナーコードの五音音階（キーボードでは黒鍵を使って演奏される）は繰り返され、曲に深みをあたえている。この部分はシンコペーションのホーン・セクションも活躍する。
ドキュメンタリーテレビ番組『Classic Albums』で、ワンダーはこの曲を組み立てていった様子を再現した。ワンダーは自身でキーボードとドラムスを演奏し、ミュージシャンたちと最初の録音を行った。ワンダーはアルバム『キー・オブ・ライフ』の制作を1997年のドキュメンタリーで再現した。その内容は、ワンダーが曲のそれぞれがどのように書かれて録音されたかを説明し、20年ぶりにアルバム制作に参加したミュージシャンを集めた。そして、ワンダーはキーボードとドラムの席に座った。

## 主なカヴァー
- 1995年、サックス奏者のナジーが、スティーヴィー・ワンダーのトリビュート・アルバム『Songs From The Key Of Life』でこの曲をカヴァーした[3]。
- 最初の『オーストラリアンアイドル』優勝者であるガイ・セバスチャンは、2004年のアルバムの『Beautiful Life』でこの曲を収録している[4]。

- ウィル・スミスの1999年のヒット曲「ワイルド・ワイルド・ウエスト」では「回想」がサンプリングされている[5]。